# Rosières (Ardèche)
Pour les articles homonymes, voir Rosières.
Rosières est une commune française située dans le département de l'Ardèche, en région Auvergne-Rhône-Alpes.

## Géographie

### Localisation
Rosières est située à vingt minutes au sud d'Aubenas sur la route d'Alès, à cent kilomètres de villes comme Le Puy-en-Velay, Avignon, Valence, Montpellier et Mende.

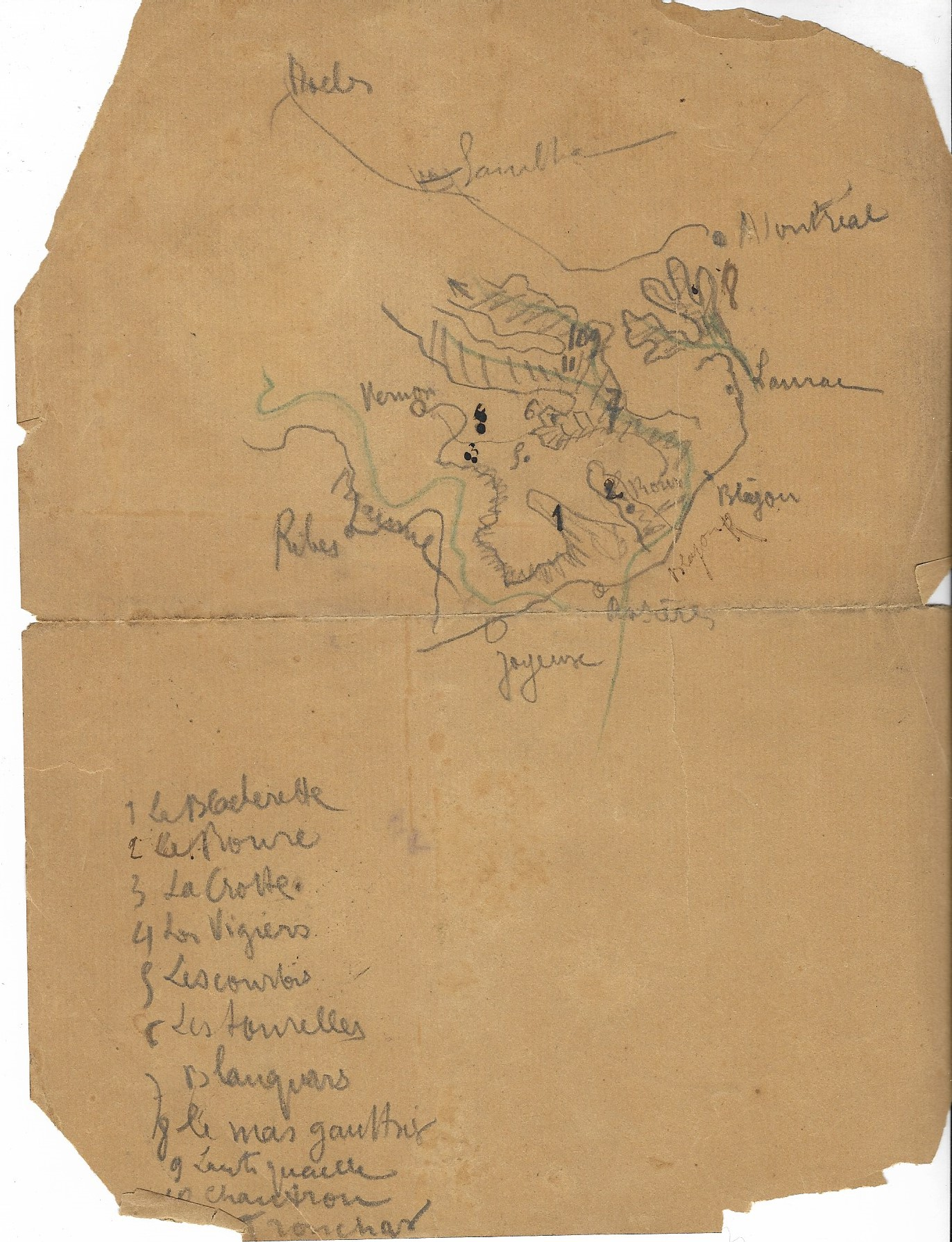

### Géologie et relief
La superficie de la commune est de 1 629 hectares ; son altitude varie entre 120 et 460 mètres. Le bourg est situé à une altitude de 160 mètres.
La commune se situe dans l'Ardèche méridionale, à la périphérie du parc naturel régional des Monts d'Ardèche, dans la vallée de la Beaume, à la rencontre de deux zones géologiques : une zone calcaire avec une végétation provençale comportant garrigues, chênes, buis et lavande ; de l'autre côté une zone gréseuse, premier contrefort des Cévennes.
Entre les deux, une plaine bénéficiant d'un climat méditerranéen où se cultivent vignes, arbres fruitiers et cultures maraîchères.

### Hydrographie
Au sud la Beaume, un affluent de de l'Ardèche en rive droite et donc un sous-affluent du Rhône, sert de limite avec la commune de Joyeuse. De petits ruisseaux descendent vers la rivière à partir du plateau granitique situé au nord du village. Le plus important est celui de Blajoux.

### Climat
Pour des articles plus généraux, voir Climat d'Auvergne-Rhône-Alpes et Climat de l'Ardèche.
En 2010, le climat de la commune est de type climat méditerranéen franc, selon une étude du CNRS s'appuyant sur une série de données couvrant la période 1971-2000. En 2020, Météo-France publie une typologie des climats de la France métropolitaine dans laquelle la commune est exposée à un climat de montagne ou de marges de montagne et est dans la région climatique Provence, Languedoc-Roussillon, caractérisée par une pluviométrie faible en été, un très bon ensoleillement (2 600 h/an), un été chaud (21,5 °C), un air très sec en été, sec en toutes saisons, des vents forts (fréquence de 40 à 50 % de vents > 5 m/s) et peu de brouillards.
Pour la période 1971-2000, la température annuelle moyenne est de 13,2 °C, avec une amplitude thermique annuelle de 17,4 °C. Le cumul annuel moyen de précipitations est de 1 035 mm, avec 7,6 jours de précipitations en janvier et 4,2 jours en juillet. Pour la période 1991-2020, la température moyenne annuelle observée sur la station météorologique de Météo-France la plus proche, « Lablachère Drome », sur la commune de Lablachère à 4 km à vol d'oiseau, est de 13,5 °C et le cumul annuel moyen de précipitations est de 1 142,0 mm,. Pour l'avenir, les paramètres climatiques de la commune estimés pour 2050 selon différents scénarios d'émission de gaz à effet de serre sont consultables sur un site dédié publié par Météo-France en novembre 2022.

### Voies de communication et transport
Rosières est traversée par la D 104 (ancienne RN 104).
Un projet de déviation existe, mais pose des problèmes tant financiers qu'environnementaux.

## Urbanisme

### Typologie
Au 1er janvier 2024, Rosières est catégorisée commune rurale à habitat dispersé, selon la nouvelle grille communale de densité à 7 niveaux définie par l'Insee en 2022.
Elle appartient à l'unité urbaine d'Aubenas, une agglomération intra-départementale dont elle est une commune de la banlieue,. La commune est en outre hors attraction des villes,.

### Occupation des sols
L'occupation des sols de la commune, telle qu'elle ressort de la base de données européenne d’occupation biophysique des sols Corine Land Cover (CLC), est marquée par l'importance des territoires agricoles (46,2 % en 2018), en diminution par rapport à 1990 (52,6 %). La répartition détaillée en 2018 est la suivante :
zones agricoles hétérogènes (44,5 %), milieux à végétation arbustive et/ou herbacée (24,6 %), forêts (17,3 %), zones urbanisées (11,8 %), prairies (1,7 %).
L'évolution de l’occupation des sols de la commune et de ses infrastructures peut être observée sur les différentes représentations cartographiques du territoire : la carte de Cassini (XVIIIe siècle), la carte d'état-major (1820-1866) et les cartes ou photos aériennes de l'IGN pour la période actuelle (1950 à aujourd'hui).

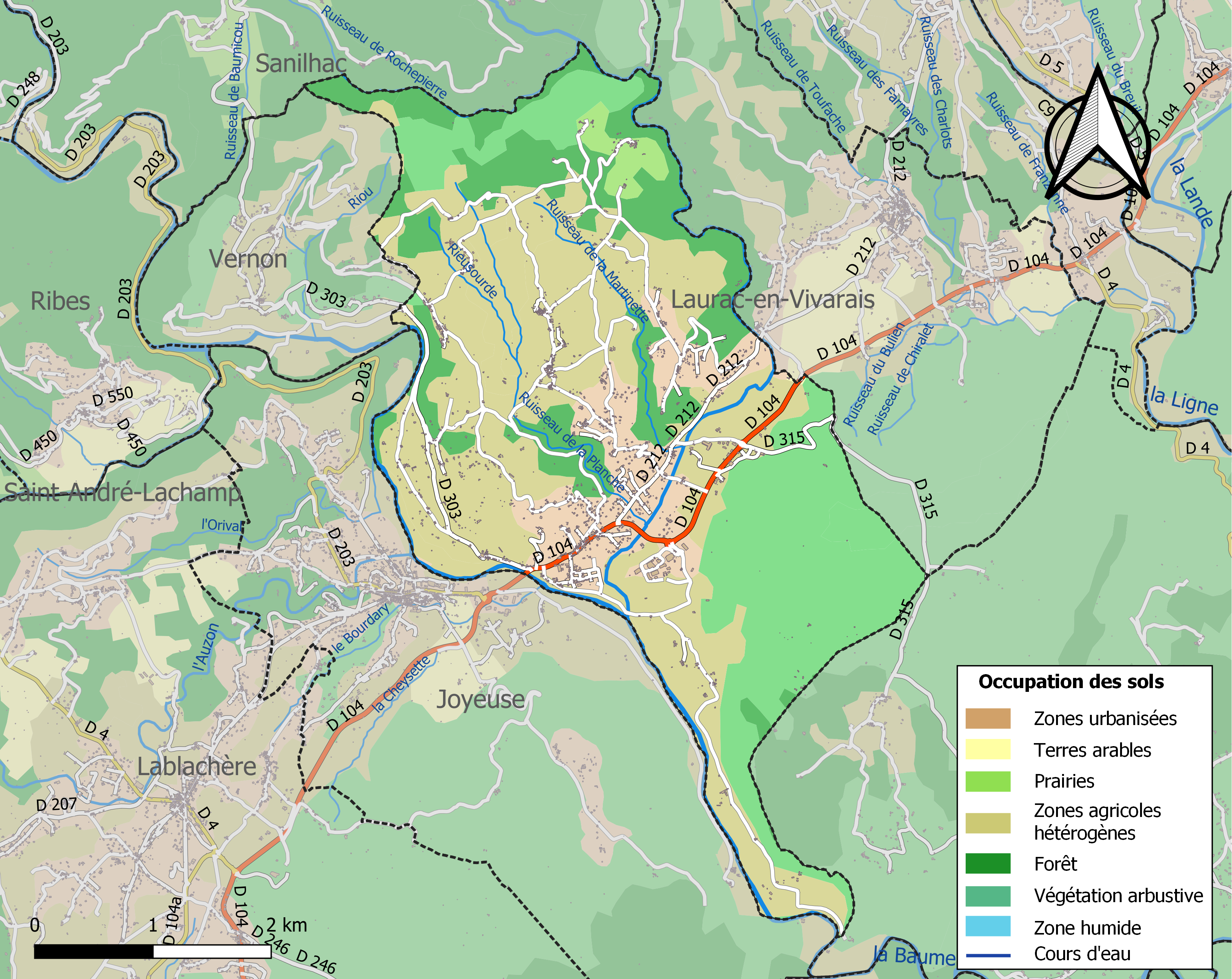
Carte des infrastructures et de l'occupation des sols de la commune en 2018 (CLC).

### Morphologie urbaine

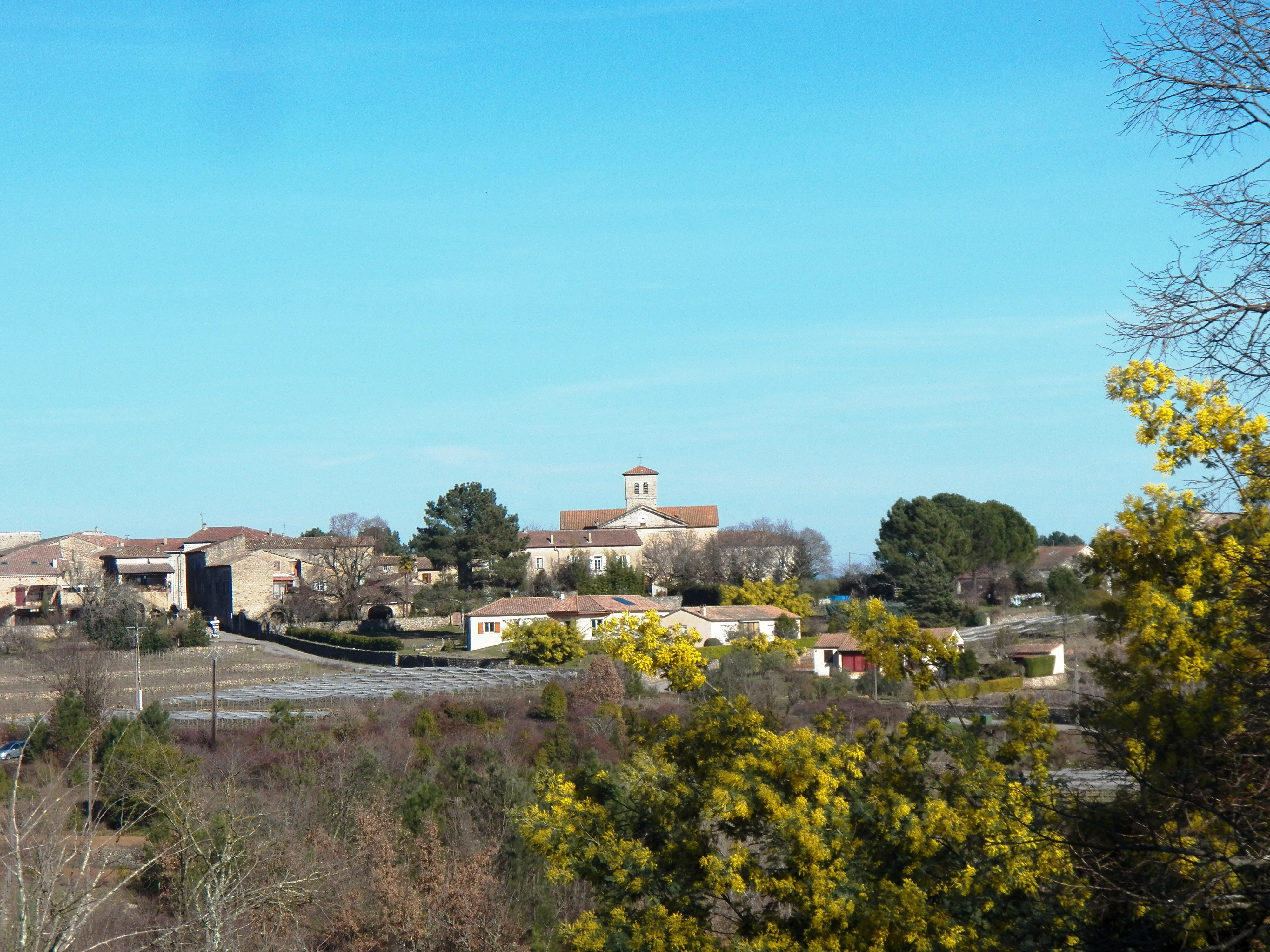
Le village de Balbiac, vu des hauts de Ribeyre-Bouschet Rosières (Ardèche).

Outre le bourg lui-même, le territoire de la commune comprend plusieurs lieux-dits et hameaux : Ribeyre - Bouschet, le Pont, la Crotte, Balbiac, Sabatier, Arleblanc, Lunel, les Vernades.

### Logement
En 2009, le nombre total de logements dans la commune était de 836, alors qu'il était de 721 en 1999.
Parmi ces logements, 59,4 % étaient des résidences principales, 35,3 % des résidences secondaires et 5,3 % des logements vacants. Ces logements étaient pour 83,4 % d'entre eux des maisons individuelles et pour 14,8 % des appartements.
La proportion des résidences principales, propriétés de leurs occupants était de 73,6 %, en hausse par rapport à 1999 (69,2 %).

## Toponymie
De nombreux toponymes sont construits à partir d'un nom de plante suivi du suffixe -ière qui est hérité du suffixe latin -aria servant à désigner un domaine, un territoire ou une plantation à l'époque gallo-romaine. Rosières = rausièra, rivage roselier, berge roselière, lieux où propère le raus, le roseau.
En occitan, le nom de la commune est Rosèiras.

## Histoire
Une stèle romaine aurait été localisée au XVIIIe siècle au lieu-dit Mas Gadret.
Albin Mazon (Dr Francus), dans son Voyage dans le midi de l'Ardèche rapporte que M. Dubois, ancien juge de paix de Thueyts, retrouve une pierre tombale de deux mètres et demi de long sur cinquante centimètres d'épaisseur comportant une inscription latine. "Plusieurs tombeaux contenant des urnes et des fioles de verre y ont été découverts" dans le quartier de Gadret, sur la rive gauche de la rivière de Beaume.
" Dans le quartier du Gadrel, sur la rive gauche de la rivière de Beaume, les travailleurs de terre rencontrent souvent des monnaies romaines et des ossements humains. Plusieurs tombeaux contenant des urnes et des fioles de verre y ont été découverts. Il y a sept ou huit ans, M. Dubois, ancien juge de paix à Thueyts, y releva l’inscription suivante sur un fragment de pierre tombale de deux mètres et demi de long sur cinquante centimètres d’épaisseur :
IRIA. NO. COS. PRA.
VRV. IORIOPIR.
VMPA. RIIII. CAI. IX.
Si nous reproduisons cette charade, c’est que la pierre, dont un tiers environ paraissant manquer du côté des lettres finales, fut détruite peu après par le propriétaire, lequel, offusqué de l’attention que lui prêtaient de rares curieux, en fit une auge à porcs."
L'histoire de la commune est liée aux familles de Bermond d'Anduze, Châteauneuf-de-Randon, du Luc et plus tard de Joyeuse ainsi qu'à celle de la paroisse et du prieuré. Rosières était à l'origine la paroisse mère de Joyeuse, Vernon, Balbiac.
Joyeuse n'obtint son autonomie qu'avec la fondation du couvent des Oratoriens en 1629.
Le prieuré dépendait d'abord de Cîteaux, en 1111, il fut rattaché au prieuré de Ruoms qui dépendait de Cluny.  À plusieurs reprises pendant les guerres de Religion, Rosières fut occupée par les protestants.
- 1790 : Haut-Balbiac détaché de Rosières.
- 1799 : Rosières devient Bas-Balbiac.
- 1825 : Bas-Balbiac devient Rosières et Haut-Balbiac rattaché à Rosières.

L'existence de lieudits comme Mercoire attestent l'existence de possessions anciennes et d'un commerce avec des communautés religieuses plus lointaines.
« Dès que les Francs furent maîtres du pays, ils ne trouvèrent pas de nom plus approprié au lieu où ils venaient de remporter une signalée victoire, que celui de Rosières, en mémoire des champs de rosiers cultivés par les Arabes dans les plaines de Rosières et de Laurac. La tradition ajoute que sur le territoire de Rosières, au lieu nommé anciennement Campus Regi et aujourd'hui en occitan « lou chan de regi » (le champ ou le camp du roi), un combat décisif aurait été livré et que l'armée ennemie aurait été taillée en pièces, mise en déroute et poursuivie au-delà de la rivière, en un lieu qui fut depuis appelé Joyeuse, du nom de l'épée de Charlemagne. Ce fut le pape Léon III qui proclama Charlemagne empereur en l'an 800. Il lui ceignit l'épée appelée par cette raison l'épée de saint Pierre, mais généralement on la nomma la Joyeuse, Charlemagne disait : « je scelle les traités avec le pommeau de mon épée et les fais exécuter avec la pointe ». On a trouvé, nous a-t-on dit dans notre jeunesse, en labourant le campus regi, de nombreux débris d'armures, fers de lances et piques, malheureusement perdus. Il n'est pas impossible que Charlemagne ou son père Pépin le Bref et moins probablement son grand-père Charles Martel eussent pourchassé les Sarrasins à Rosières. Il est notoire que Charles Martel mit en déroute les Sarrasins en l'an 732 à la bataille de Poitiers et les refoula dans le midi, mais jusqu'où ? Probablement pas jusqu'à Rosières, car l'histoire nous apprend que sa présence était urgente en Bourgogne. Nous savons que, plus tard, il revint dans le Midi, à Avignon, Marseille et Nîmes, mais rien ne prouve qu'il vint dans nos contrées, sans doute encore occupées par les Sarrasins. Ce qu'il y a de certain, c'est que ceux-ci, après la déroute de Poitiers resteront encore quelques années possesseurs de la Septimanie, mais est-ce Charles Martel ou son fils Pépin le Bref qui les expulsa définitivement ? Nous pensons que ce fut ce dernier qui conquit la Septimanie et qui étendit son royaume jusqu'aux Pyrénées vers l'an 750. Mais il n'y a rien de surprenant à ce que la tradition ait attribué à Charles Martel la victoire de son fils à Rosières, car le souvenir de Charles devait être plus vivace et plus frappant, comme ayant porté les premiers coups aux musulmans et sauvé la France de l'islamisme. Quant à Charlemagne, il n'est pas possible de lui attribuer cette victoire, les Sarrasins étant expulsés à son avènement. Mais il n'est pas impossible qu'il soit passé à Joyeuse, la tradition prétendant que ce fut lui qui donna le nom de son épée à cette ville ; cette présomption est même vraisemblable ».

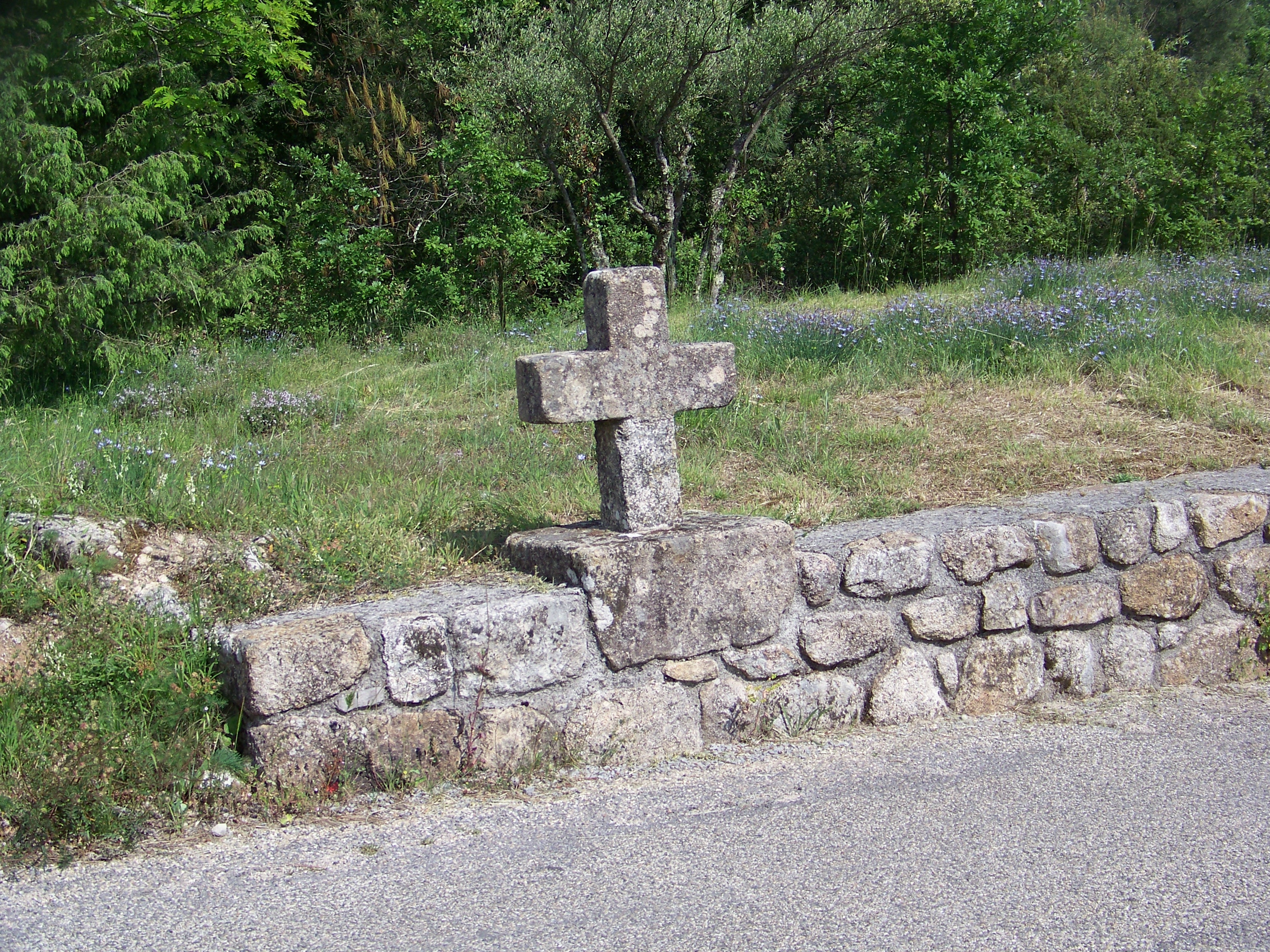
Croix au lieudit Mercoire sur la commune de Rosières en Ardèche.

De nos jours encore, un terrain situé non loin de l'église garde le nom de "campus regi"
L'existence en 1100 d'un prieuré cistercien uni à celui de Ruoms est attesté par les écrits de Louis de Montravel
À l'origine, Rosières constituait une paroisse très étendue.
Elle fut séparée de Joyeuse en 1620, de Vernon au début du XVIIIe siècle, du Haut-Balbiac et de Chapias vers 1840.
- Clocher de l'église effondré en 1839.

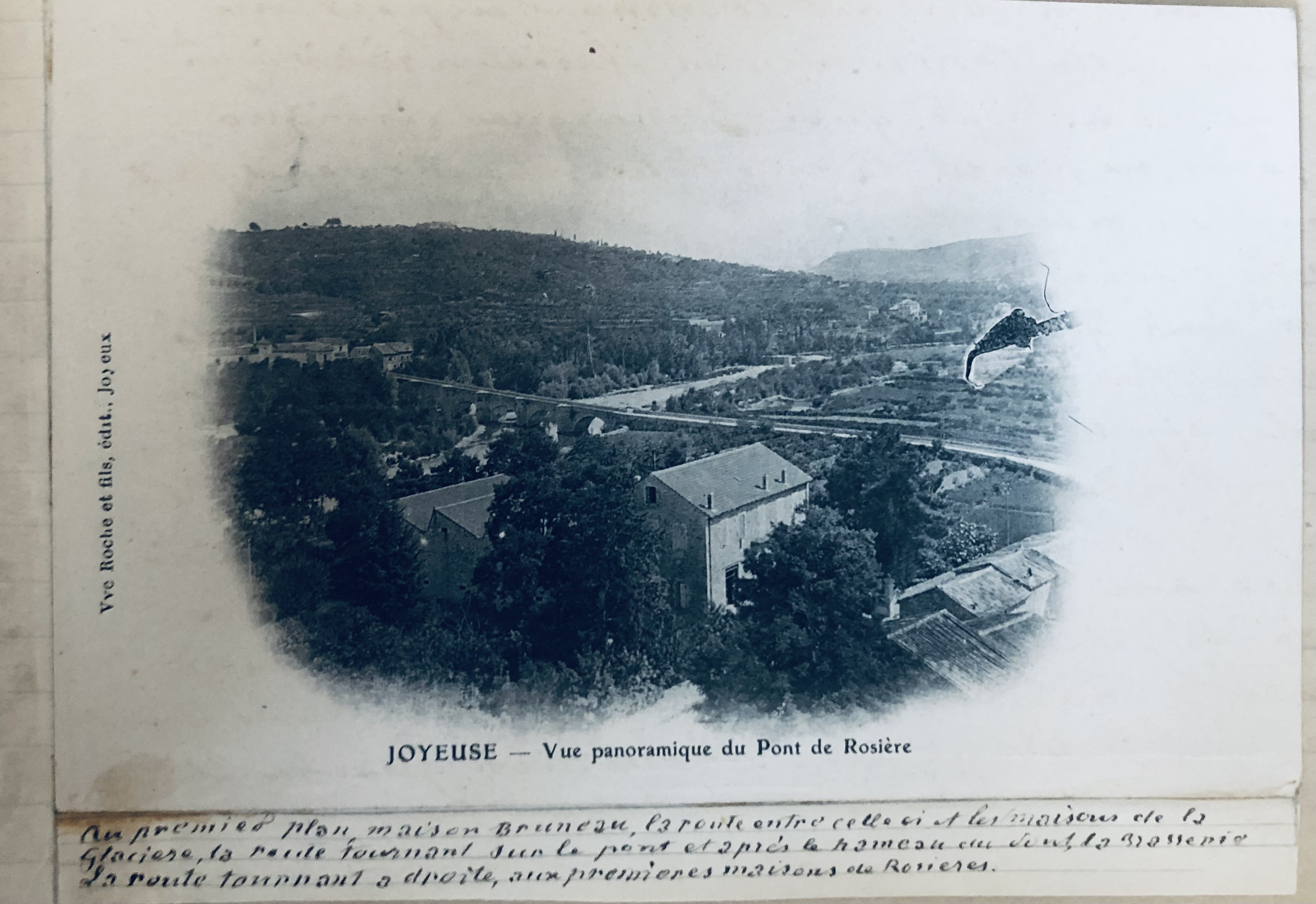
Vue du Pont de Joyeuse avant 1900, aujourd'hui détruit.

## Politique et administration

### Tendances politiques et résultats
À l'issue du scrutin des élections municipales le 23 mars 2014, la liste divers gauche conduite par Gérard Martin a obtenu 51,24 % des suffrages exprimés (12 sièges), la liste divers droite de Francis Chabane 34,33 % (2 sièges) et la liste divers droite de Jean-Claude Blanc 14,41 % (1 siège).

### Administration municipale
Le nombre d'habitants au dernier recensement étant compris entre 500 et 1 499, le nombre de membres du conseil municipal est de 15.

### Liste des maires
| Période                                  | Période                   | Identité           | Étiquette    | Qualité                                                   |
| ---------------------------------------- | ------------------------- | ------------------ | ------------ | --------------------------------------------------------- |
| Les données manquantes sont à compléter. |                           |                    |              |                                                           |
| mai 1945                                 | mars 1971                 | Louis Vannière     | SFIO puis PS | Exploitant Agricole                                       |
| mars 1971                                | mars 1977                 | Lucien Barrière    | DVD          | Gérant de société                                         |
| mars 1977                                | mars 1983                 | Marcel Vermale     | DVD          | Retraité                                                  |
| mars 1983                                | mars 2008                 | Jacques Guilhaumon | RPR puis UMP | Agriculteur Conseiller général                            |
| mars 2008                                | 24 mai 2020               | Gérard Martin      | DVG          | Retraité                                                  |
| 24 mai 2020                              | En cours (au 24 mai 2020) | Matthieu Salel     | LR           | Professeur d'histoire-géographie Conseiller départemental |

Les mandatures les plus longues furent celles de Louis Armand et de Louis Vannière (26 ans) et Jacques Guilhaumon (25 ans).

### Instances judiciaires et administratives
Rosières relève du conseil de prud'hommes d'Aubenas, de la Cour administrative d'appel de Lyon, de la Cour d'appel de Nîmes, de la Cour d'assises de l'Ardèche, du tribunal administratif de Lyon, du tribunal d'instance d'Aubenas, du tribunal de commerce d'Aubenas, du tribunal de grande instance de Privas, du tribunal paritaire des baux ruraux d'Aubenas et du tribunal pour enfants de Privas.

### Jumelages
Au 27 mars 2014, Rosières n'est jumelée avec aucune commune.

## Population et société

### Démographie

#### Évolution démographique
L'évolution du nombre d'habitants est connue à travers les recensements de la population effectués dans la commune depuis 1793. Pour les communes de moins de 10 000 habitants, une enquête de recensement portant sur toute la population est réalisée tous les cinq ans, les populations de référence des années intermédiaires étant quant à elles estimées par interpolation ou extrapolation. Pour la commune, le premier recensement exhaustif entrant dans le cadre du nouveau dispositif a été réalisé en 2005.

En 2022, la commune comptait 1 307 habitants, en évolution de +10,02 % par rapport à 2016 (Ardèche : +2,48 %, France hors Mayotte : +2,11 %).
| 1793 | 1800 | 1806 | 1821 | 1831  | 1836  | 1841  | 1846  | 1851  |
| ---- | ---- | ---- | ---- | ----- | ----- | ----- | ----- | ----- |
| 750  | 737  | 978  | 854  | 1 618 | 1 715 | 1 753 | 1 781 | 1 876 |

| 1856  | 1861  | 1866  | 1872  | 1876  | 1881  | 1886  | 1891  | 1896  |
| ----- | ----- | ----- | ----- | ----- | ----- | ----- | ----- | ----- |
| 1 687 | 1 510 | 1 549 | 1 445 | 1 408 | 1 169 | 1 232 | 1 291 | 1 201 |

| 1901  | 1906  | 1911  | 1921  | 1926  | 1931 | 1936 | 1946 | 1954 |
| ----- | ----- | ----- | ----- | ----- | ---- | ---- | ---- | ---- |
| 1 183 | 1 183 | 1 164 | 1 044 | 1 015 | 956  | 952  | 847  | 851  |

| 1962 | 1968 | 1975 | 1982 | 1990 | 1999 | 2005  | 2006  | 2010  |
| ---- | ---- | ---- | ---- | ---- | ---- | ----- | ----- | ----- |
| 834  | 786  | 804  | 831  | 911  | 993  | 1 042 | 1 073 | 1 145 |

| 2015  | 2020  | 2022  | - | - | - | - | - | - |
| ----- | ----- | ----- | - | - | - | - | - | - |
| 1 188 | 1 280 | 1 307 | - | - | - | - | - | - |

#### Pyramide des âges
En 2021, le taux de personnes d'un âge inférieur à 30 ans s'élève à 27,1 %, soit en dessous de la moyenne départementale (29,7 %). À l'inverse, le taux de personnes d'âge supérieur à 60 ans est de 36,7 % la même année, alors qu'il est de 32,8 % au niveau départemental.
En 2021, la commune comptait 653 hommes pour 643 femmes, soit un taux de 50,39 % d'hommes, légèrement supérieur au taux départemental (48,78 %).
Les pyramides des âges de la commune et du département s'établissent comme suit :
| Hommes | Classe d’âge | Femmes |
| ------ | ------------ | ------ |
| 0,8    | 90 ou +      | 2,7    |
| 11,9   | 75-89 ans    | 12,9   |
| 22,5   | 60-74 ans    | 22,5   |
| 18,6   | 45-59 ans    | 20,2   |
| 16,7   | 30-44 ans    | 17,0   |
| 13,2   | 15-29 ans    | 10,5   |
| 16,3   | 0-14 ans     | 14,2   |

| Hommes | Classe d’âge | Femmes |
| ------ | ------------ | ------ |
| 1      | 90 ou +      | 2,5    |
| 9      | 75-89 ans    | 11,4   |
| 20,8   | 60-74 ans    | 21,1   |
| 21,2   | 45-59 ans    | 20,3   |
| 16,9   | 30-44 ans    | 16,5   |
| 14,2   | 15-29 ans    | 12,6   |
| 17     | 0-14 ans     | 15,6   |

### Enseignement
Rosières est située dans l'Académie de Grenoble.
Elle administre une école élémentaire qui regroupait 109 élèves en 2012-2013.

### Cultes
Le territoire de la commune dépend de la paroisse catholique « Sainte-Thérèse des Cévennes » au sein du diocèse de Viviers. Cette paroisse est placée sous le patronage de Sainte Thérèse Couderc, fondatrice de la congrégation religieuse des Sœurs de Notre-Dame de la Retraite du Cénacle, native de Sablières en pleines Cévennes Ardéchoises. Au sein de cette paroisse, Rosières dépend de la « communauté des Basses Vallées » dont le lieu de culte à Rosières est l'église Notre-Dame-de-l'Assomption.

## Économie

### Revenus de la population et fiscalité
En 2011, le revenu fiscal médian par ménage était de 24 037 €, ce qui plaçait Rosières au 26 364e rang parmi les 31 886 communes de plus de 49 ménages en métropole.
En 2009, 57,9 % des foyers fiscaux n'étaient pas imposables.

### Emploi
En 2009, la population âgée de 15 à 64 ans s'élevait à 651 personnes, parmi lesquelles on comptait 68,7 % d'actifs dont 58,5 % ayant un emploi et 10,2 % de chômeurs.
On comptait 368 emplois dans la zone d'emploi, contre 225 en 1999. Le nombre d'actifs ayant un emploi résidant dans la zone d'emploi étant de 396, l'indicateur de concentration d'emploi est de 95,5 %, ce qui signifie que la zone d'emploi offre quasiment un emploi par habitant actif.

### Entreprises et commerces
Au 31 décembre 2010, Rosières comptait 198 établissements : 65 dans l’agriculture-sylviculture-pêche, 11 dans l'industrie, 22 dans la construction, 92 dans le commerce-transports-services divers et 8 étaient relatifs au secteur administratif.
En 2011, 20 entreprises ont été créées à Rosières, dont 12 par des autoentrepreneurs.
Dans le passé, la commune vivait essentiellement de l'agriculture, comme en témoignent les nombreux aménagements en terrasse (faïsses) des cultures. Ces terrasses, nombreuses aux environs du hameau de Balbiac, hébergent aujourd'hui la culture de la vigne et produisent des vins de qualité (cave coopérative La Cévenole) : gamay, viognier, chatus, cuvée des ducs de Joyeuse…
Le village vit aujourd'hui essentiellement du tourisme et de ses retombées directes et indirectes. La population est ainsi multipliée par cinq en période estivale. Cet accroissement de la population est permis par les nombreux gîtes et campings de la commune.

## Culture locale et patrimoine

### Lieux et monuments

#### Patrimoine remarquable
La commune ne compte aucun lieu ou monument répertorié à l'inventaire des monuments historiques et à l'inventaire général du patrimoine culturel. Toutefois, elle compte un objet classé à l'inventaire des monuments historiques mais ne compte aucun objet répertorié à l'inventaire général du patrimoine culturel :
- la sculpture représentant un personnage porteur d'un écu, au château de Grillou (construit par François André, propriété de la Société Lucien Barrière) est classée depuis le 17 janvier 1944[30].

#### Autres lieux et monuments
On peut également citer :
- la tour de Chapias, connue sous le vocable de Notre-Dame-de-Délivrance, visible de loin sur le plateau des Grads ;
- l'église romane Saint-Joseph du hameau de Balbiac ;
- les cultures en terrasses (faysses) des environs de Balbiac ;
- les gorges calcaires de La Beaume en partie aval de la commune.
- L'église Notre-Dame de Rosières (placée sous le vocable de Notre-Dame-de-l'Assomption) aurait été à l'origine, si l'on en croit la légende transmise par le vicomte Louis de Montravel, un mausolée en l'honneur de guerriers morts au combat au campus régi, terrain proche de l'église, entre la Beaume et le cimetière. Le clocher s'étant effondré le 4 novembre 1839 (Louis de Montravel, témoin oculaire, précise : "vers 15 heures, le jour de la Saint-Charles") fut reconstruit La façade porte gravée par un maçon la date de 1847, date probable de la fin de la rénovation[31]. L'intérieur a été restauré en 2010.

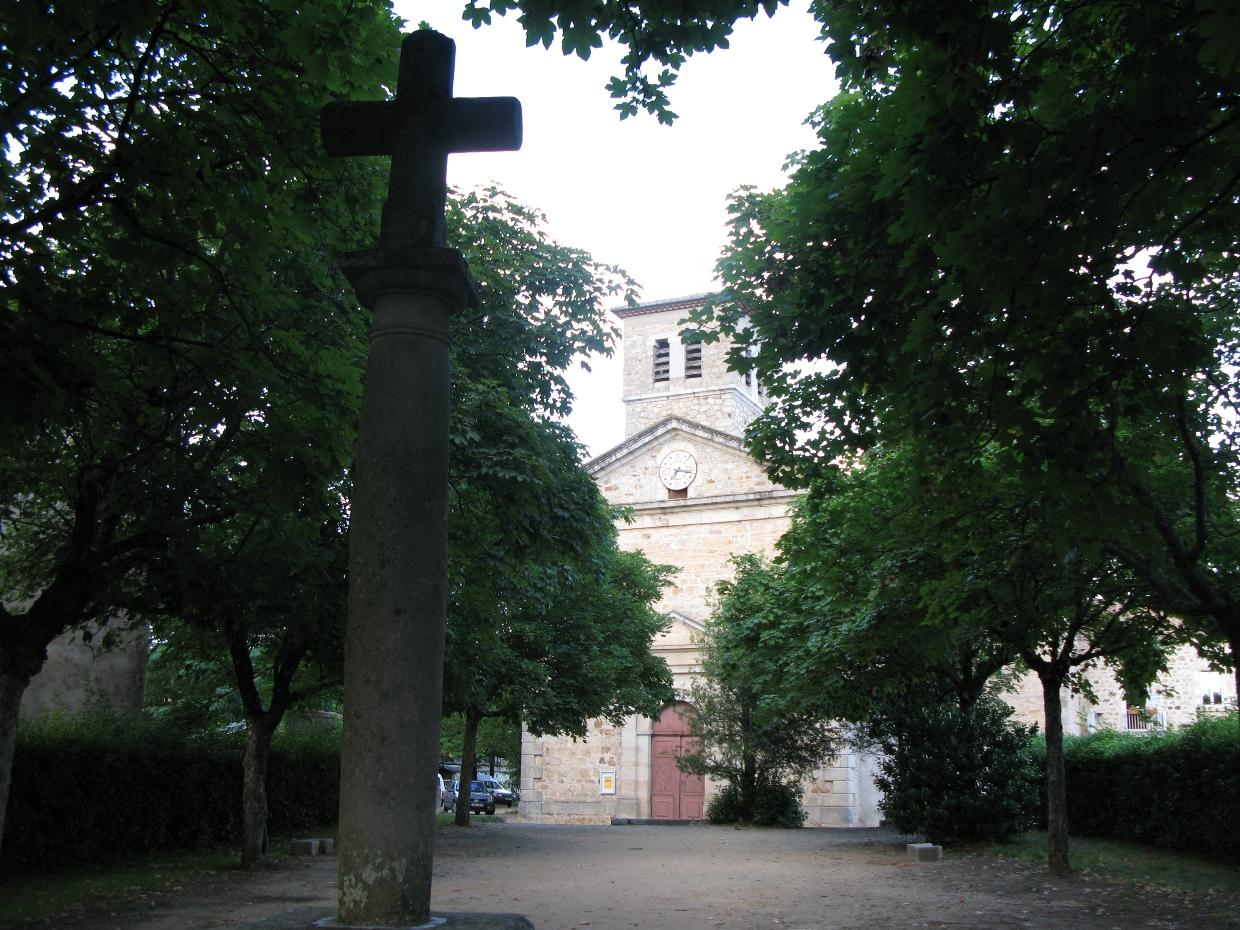
Église romane Saint-Joseph de Balbiac.
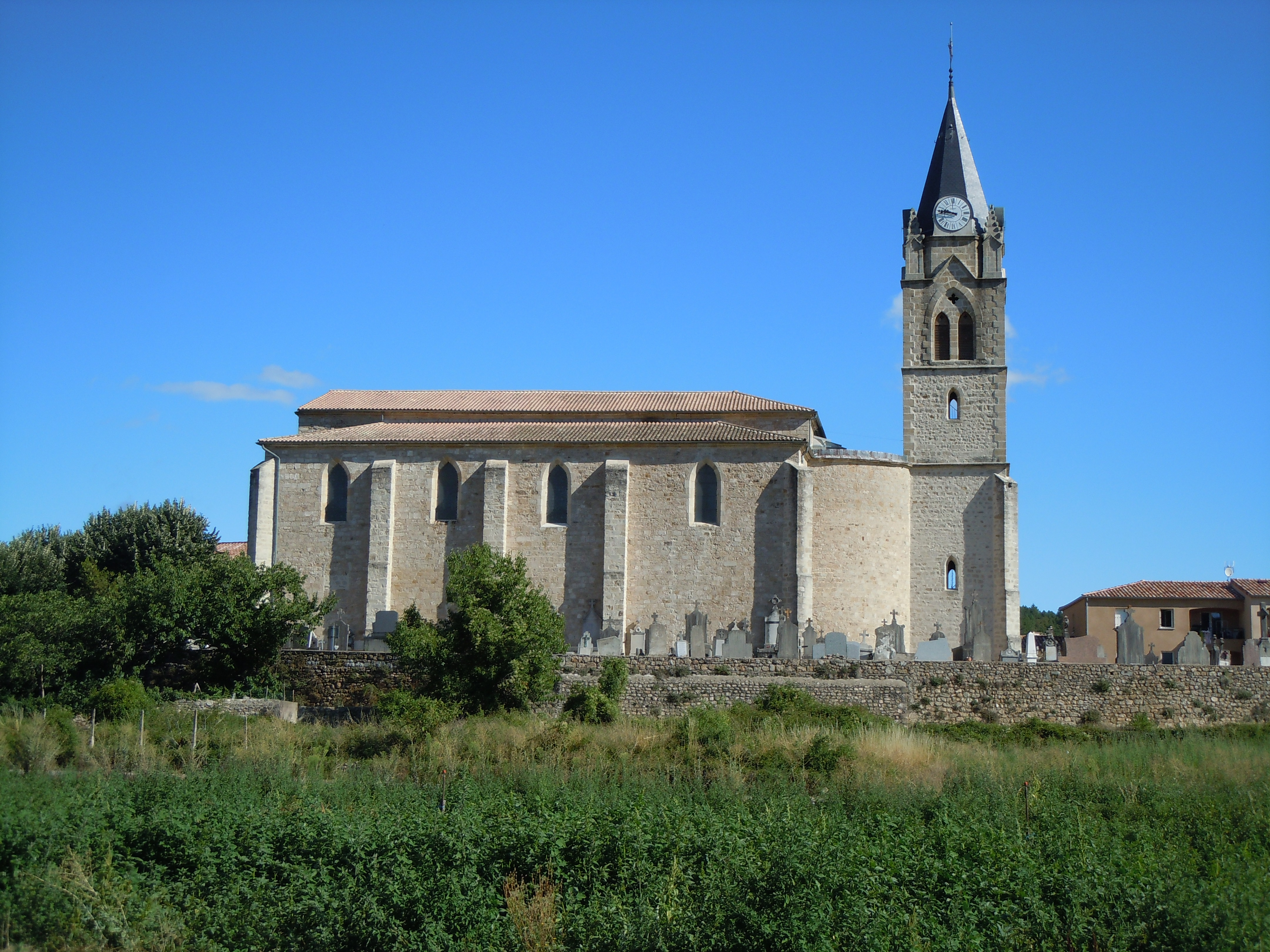
Église Notre-Dame de Rosières.
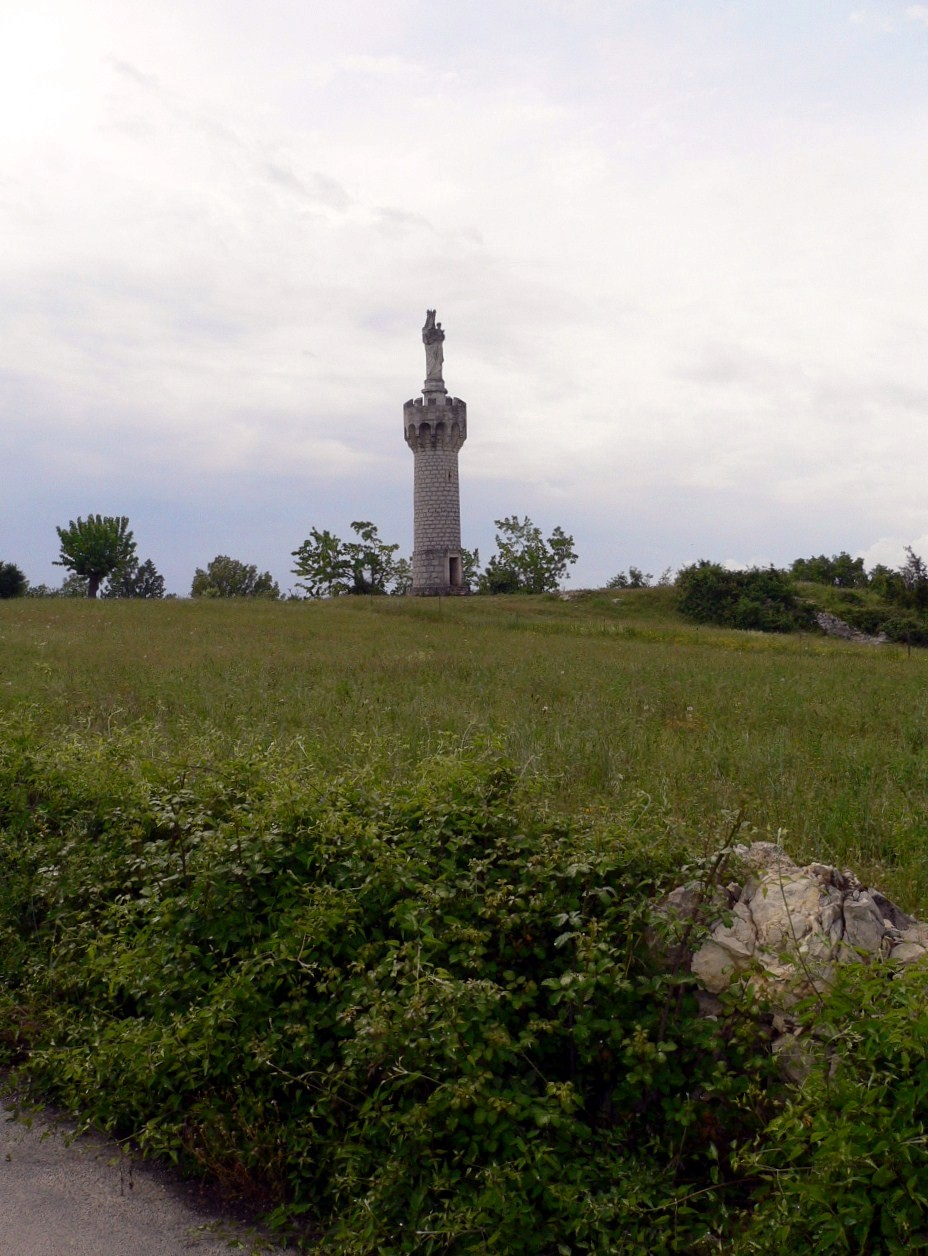
Notre-Dame de Chapias.
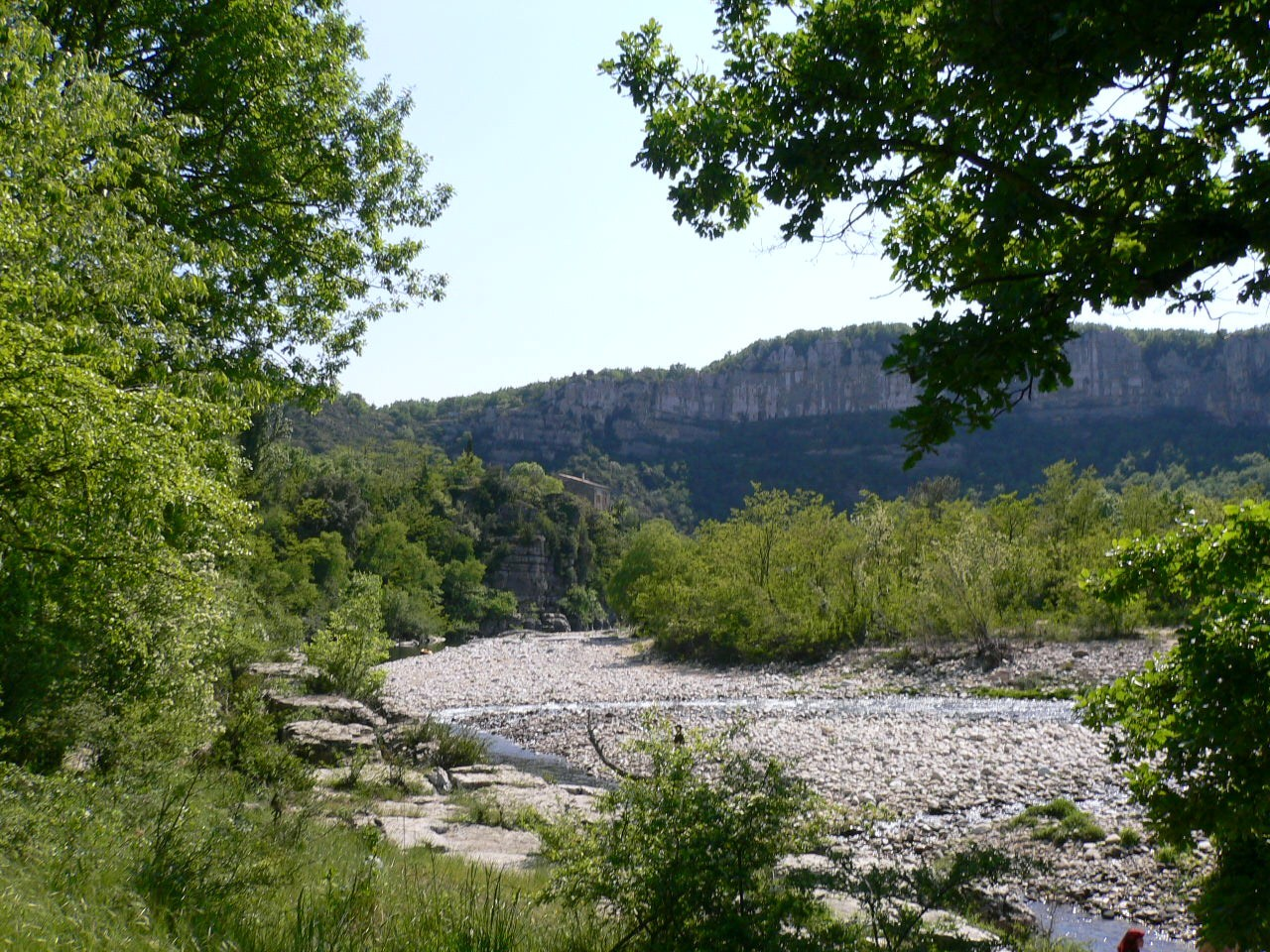
La Beaume à Garel.

### Personnalités liées à la commune

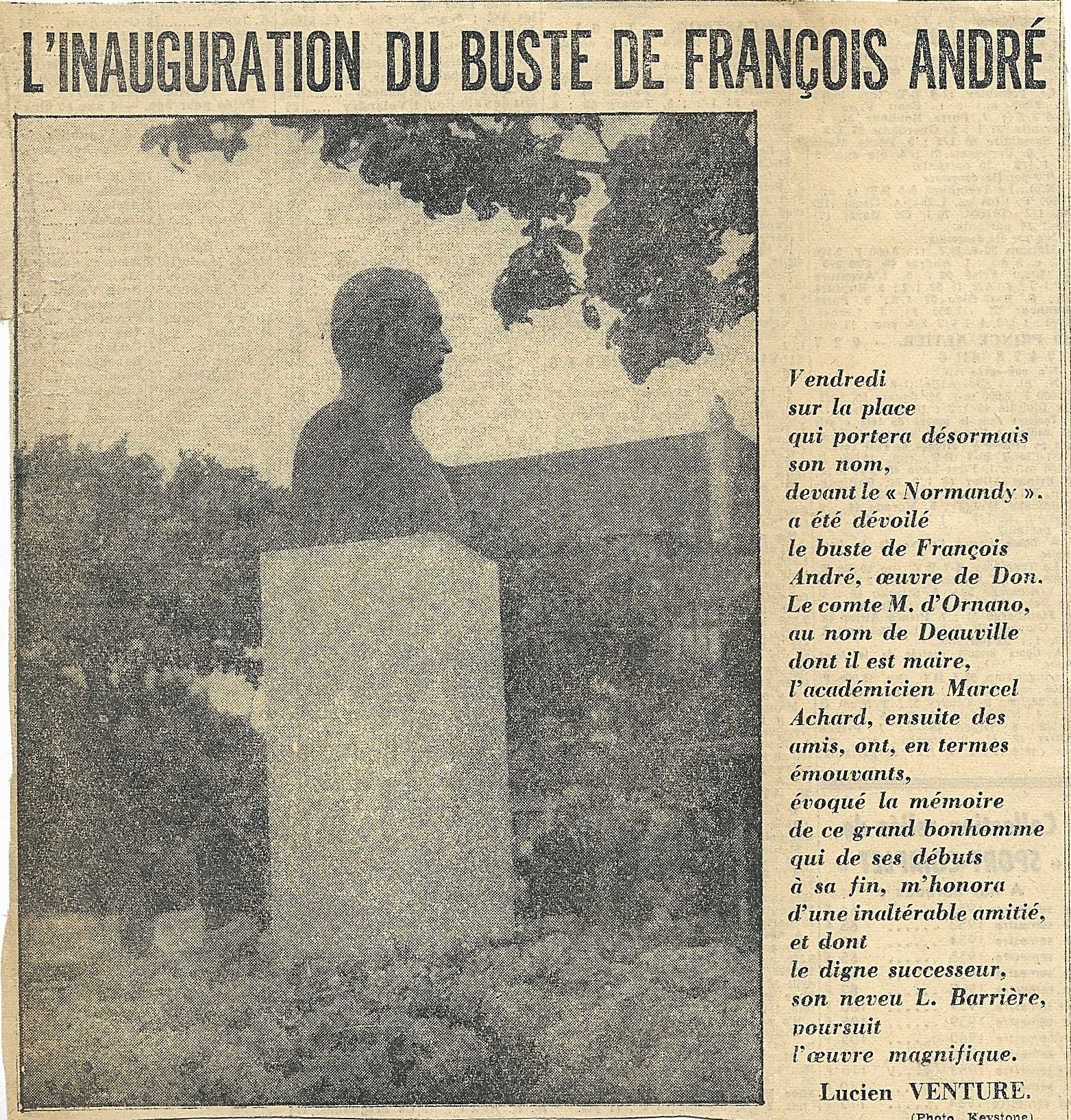
Coupure du journal Sport Complet (date non précisée).

- François André (1880-1962), homme d'affaires né au hameau du Pont, fondateur des casinos de Cannes et Deauville. Généreux donateur pour la commune et l'évêché (il fit construire le presbytère actuel).
- Lucien Barrière (1923-1990), neveu du précédent, homme d'affaires, patron d'hôtels de luxe et de casinos.
- Jacques Guilhaumon (1947-2018), premier adjoint de 1977 à 1983 puis maire de Rosières de 1983 à 2008 et conseiller général du canton de Joyeuse de 1985 à 2004.
- Eric Judor y a tourné le film Problemos pendant l'été 2016.